# Pezonuda (higo)
Pezonuda es un cultivar de higuera de tipo higo común Ficus carica, bífera es decir con dos cosechas por temporada, brevas de primavera-verano e higos de verano-otoño, de higos de epidermis con color de fondo verde claro con sobre color amarillo verdoso. Se cultiva principalmente en la comarcas de la vertiente sur de la Sierra de Gredos en la provincia de Ávila, en Extremadura, y en Andalucía Oriental.

## Sinonimia
- „sin sinónimos“,[6][7][8]

## Historia
Nuestra higuera Ficus carica, procede de Oriente Medio y sus frutos formaron parte de la dieta de nuestros más lejanos antepasados. Se cree que fueron fenicios y griegos los que difundieron su cultivo por toda la cuenca del mar Mediterráneo. Es un árbol muy resistente a la sequía, muy poco exigente en suelos y en labores en general.
El primer árbol que plantaron los españoles en América fue una higuera. Cuando los sacerdotes católicos españoles construían un convento siempre sembraban una higuera, lo cual hizo que los antiguos peruanos la empezaran a llamar “El árbol de Dios”.
Los higos secos son muy apreciados desde antiguo por sus propiedades energéticas, además de ser muy agradables al paladar por su sabor dulce y por su alto contenido en fibra; son muy digestivos al ser ricos en cradina, sustancia que resulta ser un excelente tónico para personas que realizan esfuerzos físicos e intelectuales.
España se ha consolidado en los últimos años como el mayor productor de higos de la Unión Europea y el noveno a nivel mundial, según los datos de "FAOSTAT" (Estadísticas de la FAO) del 2012 que recoge un reciente estudio elaborado por investigadores del « “Centro de Investigación Finca La Orden- Valdesequera” ».

## Características
La higuera 'Pezonuda' es una variedad bífera de tipo higo común. Árbol de mediano desarrollo, follaje denso, hojas trilobuladas con pentalobuladas. 'Pezonuda' es de producción muy escasa de brevas y muy productiva de higos.
Las brevas de la variedad 'Pezonuda' son de un tamaño grande con un peso de 38 gramos en promedio, tienen forma esféroidal, con color de fondo verde claro con sobre color amarillo verdoso. Con un ºBrix (grado de azúcar) de 20 de sabor poco dulce, jugoso. Su inicio de maduración es tardía en la tercera semana de junio, hasta la primera semana de julio. Sus características organolépticas son aceptables. Producción muy escasa, irrelevante.
Los higos 'Pezonuda' son higos redondeados en forma esférica, muy achatados, no simétricos,  de tamaño mediano de unos 29 gramos en promedio, de epidermis elástica de color de fondo verde claro con sobre color amarillo verdoso. Con un ºBrix (grado de azúcar) de 23 de sabor dulce, con firmeza media. Ostiolo mediano que suele abrirse en estrella cuando maduro y con humedad. De producción elevada de higos y periodo prolongado de cosecha. Fruto de buena consistencia y piel elástica, son de un inicio de maduración tardío desde la primera semana de septiembre hasta primeros de octubre. Siendo su valoración organoléptica aceptable pero de poca calidad.

## Cultivo y usos
'Pezonuda', es una variedad de higo que además de su uso en alimentación humana y para higo paso, también se ha cultivado en Andalucía Oriental tradicionalmente para alimentación del ganado porcino.
Se está tratando de estudiar y mejorar sus cualidades, así como de extender su cultivo de ejemplares cultivados en la finca experimental de cultivos hortofrutícolas Cicytex-Finca La Orden propiedad de la Junta de Extremadura.